# Terre de brume (éditeur)
 (décembre 2019).
Terre de brume est une maison d'édition créée en 1989 et basée à Dinan. Spécialisée dans les littératures de l'imaginaire et les légendes celtiques, elle publie aussi bien des écrivains fondateurs du fantastique que des auteurs plus récents.

## Publications
Terre de brume compte aussi des collections entièrement graphiques : « Pulp Science », « Petites Histoires de… » et « Bibliothèque galicienne ».

### Collection «Bibliothèque celte»
- Fiona Macleod (trad. de l'anglais), Histoires de fantômes écossais, Dinan, Terre de brume, 15 février 2013, 155 p. (ISBN 978-2-84362-498-8 et 2-84362-498-3) Traduction : Frédéric Collemare
- Fiona Macleod, Le chant de l'épée et autres contes barbares, mars 2012, 175 p Traduction: Frédéric Collemare
- Fiona Macleod, La neuvième vague et autres romances tragiques, février 2015 192 p  Traduction Frédéric Collemare

### Collection «Bibliothèque arthurienne»
- Anne Besson, Le Roi Arthur au miroir du temps
- Robert Baudry, Le mythe de Merlin : depuis les premiers textes du Moyen âge jusqu'aux auteurs d'aujourd'hui, Rennes, Terre de brume éd., 2007, 399 p. (ISBN 978-2-84362-356-1 et 2-84362-356-1)

### Collection « Bibliothèque du merveilleux »
- Alix Ducret, Le Moyen Âge fantastique ou la Petite Histoire du merveilleux, 2012Un livre qui explique d’où viennent les contes et les personnages imaginaires du Moyen Âge.
- Richard Ely et Amélie Tsaag Valren, Bestiaire fantastique & créatures féeriques de France, Dinan, Terre de brume, 25 octobre 2013, 312 p. (ISBN 978-2-84362-508-4 et 2-84362-508-4)
- Sylvie Folmer, Le Chant des fées, 2014

### Collection « Terres fantastiques »
- Les livres de Céline Guillaume[2] (La Baronne des Monts-Noirs Tome 1er, Le Mystère du Chêne Brûlé Tome 2).
- Jean-Rodolphe Turlin, Promenades au pays des Hobbits : Sept itinéraires à travers la Comté de J. R. R. Tolkien, 2012
- Ernest George Henham, Tenebrae, traduction de Frédéric Collemare, 2018, 253p,  (ISBN 978-2843624872)
- Charles Williams, Les Maîtres des Arcanes, traduction d'Emmanuelle Iger, 2025, 288p. Initié à la Golden Dawn par Arthur Waite, membre du club des Inklings aux côtés de J.R.R. Tolkien et C.S. Lewis, Williams a écrit le seul grand roman classique sur le tarot.

### Collection « Littérature »
La maison réédite bon nombre d'ouvrages de Xavier Grall, dont Africa Blues, Barde imaginé, Arthur Rimbaud, Le Cheval couché, Cantique à Méllila et Mémoires de ronces et de galets. En 2010 sort le roman de Kenneth White Écosse, le pays derrière les noms. En 2012 et 2013 sort le thriller fantastique contemporain Légendes de Gérard Lefondeur, en deux tomes. Intelligences de Martial Caroff, sur les intelligences alternatives. De Henry Rider Haggard, Aycha et Allan. En 2016, parait Gens du Connemara, de Patrick Henry Pearse, regroupant les deux recueils de nouvelles d'une des icônes de la rébellion républicaine irlandaise de 1916, dans une traduction de Frédéric Collemare.

### Collection « Poussière d'étoiles »
- John Wyndham (trad. de l'anglais), Le Jour des Triffides, Rennes, Terre de brume, 2005, 245 p. (ISBN 2-84362-246-8 et 978-2843622465)Chef-d’œuvre de la science-fiction cataclysmique britannique, aux côtés des œuvres de J. G. Ballard et de John Christopher, l'ouvrage a donné lieu à une adaptation cinématographique en 1963, sous le titre La Révolte des Triffides.
- Geoffrey Claustriaux, Chroniques de l'Après-Monde, Dinan, Terre de brume, 2014, 215 p. (ISBN 978-2-84362-531-2 et 2-84362-531-9)
- Brian Aldiss, Le Monde vert, 2007Classique de la science-fiction, prix Hugo en 1962.

### Collection «Bibliothèque Océane»
- Sonia Elizabeth Howe, Sur la route des épices, Rennes, 282 p., 1994
- Jean Merrien, La vie des marins au Moyen Age, Rennes, 239 p., 1994
- Georges-Gustave Toudouze, Aventuriers bretons sur les Océans, Rennes, 247 p., 1994
- Jean Merrien, Le légendaire de la mer, Rennes, 374 p., 1994
- Claude rabault, L'Or et la Griffe, Rennes, 190 p., 1995
- Jean Merrien, La vie des marins au Grand Siècle, Rennes, 287 p., 1995